# 第百三十九号哨戒特務艇
第百三十九号哨戒特務艇（だいひゃくさんじゅうきゅうごうしょうかいとくむてい）は、日本海軍の未成特務艇（哨戒特務艇）。第一号型哨戒特務艇の57番艇。太平洋戦争後に掃海艦として就役した。その後は所属と艇名を変えながら一貫して掃海に従事した。

## 艇歴
マル戦計画の特務艇、第2121号艦型の139番艇、仮称艦名第2259号艦として計画。1944年11月5日、第百三十九号哨戒特務艇と命名されて第一号型哨戒特務艇の54番艇に定められ、本籍を呉鎮守府と仮定。1945年6月6日、株式会社四国船渠工業所で進水。7月9日、船体概成により四国船渠工業所から呉海軍工廠へ引き渡し。
終戦時未成。8月17日、工事中止が発令される。本艇は後述するとおり第二復員省の掃海艦として就役したが、工事を再開した建造所と竣工年月日は、いずれも不明。
1946年2月1日、第二復員省呉地方復員局所管の掃海艦に定められ、艦名を哨特第百三十九号と改称し、呉地方復員局掃海部仙崎支部所属と定められる。
1946年6月15日、復員庁の開庁に伴い、所属を仙崎掃海部に改められる。8月20日、仙崎掃海部が廃止され、所属を下関掃海部に改められる。
1948年1月1日、復員庁が廃止され、運輸省に移管。5月1日、海上保安庁に編入され掃海船MS-24となる。8月20日、船名を哨特第一三九号 MS-24に定められる。朝鮮戦争の際、本船は日本特別掃海隊第3掃海隊指揮官船として、1950年11月18日から元山沖の掃海に従事した。11月24日、第二次第1掃海隊に編入され、引き続き12月4日まで元山沖の掃海に従事した。1951年12月1日、船名をくるしま MS-24に改正。1952年3月24日、父島二見港に残存する約200個の感応機雷を処分するため、本船ほか3隻で特別掃海隊を編成し、訓練ののち4月19日から二見港で掃海を実施。本船は4月25日と30日に故障を起こすがいずれも復旧し、5月4日にかけて掃海を実施した。5月5日にはアメリカ海軍の掃海艦USS Shoveler AM-382の作業に協力し、11日に全ての作業を終えた。
1952年8月1日、保安庁警備隊に移管され、第二幕僚監部西部航路啓開隊呉航路啓開隊第4掃海隊に編入。1954年1月15日、横須賀地方総監部呉地方基地隊第4掃海隊に編入。
1954年7月1日、保安庁警備隊は海上自衛隊に改組。掃海艇となる。第1掃海隊群第4掃海隊に編入。1955年11月30日、呉地方総監部呉地方隊第4掃海隊に編入。1957年9月1日、艇番号をMSI-687に改正。1962年3月31日、支援船に編入され船名を掃海雑船25号 YAM-25に改正。1963年1月1日、船種呼称を掃海船に改正。1964年3月31日、海上自衛隊から除籍された。